# Дедовец (Кадуйский район)
Де́довец — деревня в Кадуйском районе Вологодской области.
Входит в состав сельского поселения Семизерье (до 2015 года входила в Рукавицкое сельское поселение), с точки зрения административно-территориального деления — в Чупринский сельсовет.

## Расположение
Расположена в 8 км от районного центра, в 6 км от центра муниципального образования деревни Малая Рукавицкая. Ближайшие населённые пункты — Кадуй, Селище, Филино. Ближайшая железнодорожная станция пассажирского сообщения — Кадуй на линии Санкт-Петербург — Вологда.

## Население
| 2002 | 2010 |
| ---- | ---- |
| 19   | ↘17  |

По переписи 2002 года население — 19 человек.

## Инфраструктура
В советское время у выезда на дорогу к Кадую располагался магазин. В начале 1990-х годов он был закрыт, продукты питания и самые необходимые хозяйственные товары приобретались либо в грузовиках-магазинах, приезжавших в Дедовец несколько раз в неделю в определённое время, либо в довольно далеко расположенном магазине в дачном массиве у реки Суды. В конце 1990-х напротив здания старого магазина в летнее время стал открываться стационарный магазин, впоследствии перестроенный более капитально и с тех пор не закрывающийся.
Дедовец обслуживается отделением почтовой связи 162534, расположенным в деревне Селище.

## Транспорт
Связь с другими населёнными пунктами осуществляется посредством автобусов, проезжающих мимо деревни транзитом из Кадуя в Андроново, Марыгино и Бойлово. C начала 2000-х годов в связи активизацией строительства рядом с Дедовцем новых дач транспортное сообщение с Кадуем было усилено дополнительными автобусами «Кадуй — Дедовец» и маршрутом № 4, часто называемым «Кафе — Дачи». Как правило, используются автобусы внутрикадуйского сообщения маршрута № 1 «Старая автостанция — ГРЭС», на которых при движении в Дедовец часто даже не меняются маршрутные таблички.